# Wingate Park Country Club
De Wingate Park Country Club is een countryclub in Zuid-Afrika die werd opgericht in 1950. De club bevindt zich in Pretoria, Tshwane, en beschikt over een 18-holes golfbaan met een par van 72.
Naast een golfbaan, beschikt de club ook over een bowlingbaan, tennisbanen en een trainingscentrum.

## Golftoernooien
Voor het golftoernooi is de lengte van de baan voor de heren 6778 meter met een par van 72.
- Zuid-Afrikaans Masters: 1993[1][6]
- Zuid-Afrikaans Amateur Kampioenschap: 2005[6]